# Aust-Nedenes prosteri

Prosterier i Agder og Telemarks stift. Det ljusröda området på kartan är Aust-Nedenes prosteri.

Aust-Nedenes prosteri (norska: Aust-Nedenes prosti) är ett kontrakt (prosteri, norska: prosti) i Agder og Telemarks stift inom Norska kyrkan. Kontraktet omfattar kommunerna Gjerstad, Risør, Tvedestrand, Vegårshei och Åmli i Agder fylke i södra Norge.

## Socknar
Aust-Nedenes prosteri består av åtta socknar (norska: sokn eller sogn):
- Dypvågs socken
- Gjerstads socken
- Holts socken
- Risørs socken
- Søndeleds socken
- Tvedestrands socken
- Vegårsheis socken
- Åmli socken